# David Bowie
David Bowie — дебютний студійний альбом британського музиканта Девіда Бові. Виданий 2 червня 1967 року лейблом Deram Records. Альбом дуже відрізняється від пізнішої творчості Девіда, що зробила його відомим.

## Список композицій
1. «Uncle Arthur» — 2:07
2. «Sell Me A Coat» — 2:58
3. «Rubber Band» — 2:17
4. «Love You Till Tuesday» — 3:09
5. «There Is A Happy Land» — 3:11
6. «We Are Hungry Men» — 2:58
7. «When I Live My Dream» — 3:22
8. «Little Bombardier» — 3:24
9. «Silly Boy Blue» — 3:48
10. «Come And Buy My Toys» — 2:07
11. «Join The Gang» — 2:17
12. «She's Got Medals» — 2:23
13. «Maid Of Bond Street» — 1:43
14. «Please Mr. Gravedigger» — 2:35